# Командный чемпионат СССР по современному пятиборью 1978
Командный чемпионат СССР по современному пятиборью прошёл с 6 по 10 июня 1978 года в Киеве  Украинская ССР.

## Командное первенство. Итоговые результаты
| Место | Команда                        | Имя, Фамилия                       | Сумма очков |
| ----- | ------------------------------ | ---------------------------------- | ----------- |
| 1     | Киевский военный округ (КВО)   | Г. Грабарь С. Замотайлов А. Мишнев | 15 675      |
| 2     | Динамо · Москва                | С. Рябикин М. Галавтин В. Галавтин | 15 541      |
| 3     | Динамо · Казахская ССР         | В. Сычев Е. Бессонов Н. Печатнов   | 15 499      |
| 4     | Динамо · РСФСР                 |                                    | 15 402      |
| 5     | Динамо · Белорусская ССР       |                                    | 15 366      |
| 6     | Московский военный округ (МВО) |                                    | 15 343      |

- Итоговые результаты. Личное первенство.

| Место | Спортсмен          | Республика, спортивный клуб            | Сумма |
| ----- | ------------------ | -------------------------------------- | ----- |
| 1.    | Сергей Рябикин     | Москва Динамо                          | 5379  |
| 2.    | Анатолий Старостин | Таджикская ССР Душанбе, Динамо         | 5365  |
| 3.    | Александр Тарев    | Киргизская ССР Фрунзе, Алга, Профсоюзы | 5338  |
| 4.    | А. Ведута          | Украинская ССР                         | 5314  |
| 5.    | В. Сычев           | Казахская ССР Динамо                   | 5312  |
| 6.    | Павел Леднев       | Украинская ССР Львов, Вооружённые Силы | 5278  |